# Cleopus pulchellus
Cleopus pulchellus är en skalbaggsart som först beskrevs av Herbst 1795.  Cleopus pulchellus ingår i släktet Cleopus, och familjen vivlar. Arten är reproducerande i Sverige.